# 드숀 테리
드숀 테리(Desean Terry)는 미국의 배우, 텔레비전 배우, 영화배우이다.

## 영화
- 리트리트 (2013년) - 도리안 역
- 그레이 아나토미 시즌7 (2010년) - 콜린 크루크 역
- 포스트 그래드 (2009년)
- 서퍼링 맨스 채리티 (2007년)
- 스테이츠 오브 그레이스 (2005년)
- 갓즈 아미 (2000년) - 뱅스 역